# Sierisaari
Sierisaari är en ö i Finland. Den ligger i sjön Sierijärvi och i kommunen Rovaniemi i den ekonomiska regionen  Rovaniemi ekonomiska region  och landskapet Lappland, i den norra delen av landet, 700 km norr om huvudstaden Helsingfors. Öns area är 0,6 hektar och dess största längd är 190 meter i sydöst-nordvästlig riktning.